# حميد بن عبد الله القاسمي
حميد بن عبد الله القاسمي، كان حاكم رأس الخيمة من 1869 إلى 1900. نجا من محاولة لإطاحته من قبل حاكم الشارقة سالم بن سلطان القاسمي الذي تحالف معه فيما بعد. وأعاد توحيد رأس الخيمة مع توابعها الانفصالية.

## الانضمام
بمناسبة تولي سالم بن سلطان القاسمي حاكماً للشارقة عام 1868م، إثر وفاة أخيه خالد بن سلطان ابن أخ سالم حميد بن عبد الله، تولى دور الوالي من رأس الخيمة. وفي العام التالي أعلن استقلاله عن الشارقة.
أدت مكائد إمارة نجد والأحساء إلى محاولة تنصيب حميد حاكمًا للشارقة، لكن هذه المحاولة باءت بالفشل في النهاية، مما أدى إلى أعمال عنف في الشارقة ووفاة الرجل المعني.

## محاولة انقلابية
في مايو 1869، تحرك سالم بن سلطان وشقيقه إبراهيم معًا ضد حميد بن عبد الله بهدف تنصيب إبراهيم حاكمًا لرأس الخيمة، حيث نزل 1500 رجل من 32 قاربًا. دعم حميد بقوة قوامها حوالي 500 رجل هبطت من أم القيوين ووقع القتال في الجزيرة الحمراء وفي بلدة رأس الخيمة. المقيم البريطانية، العقيد لويس بيلي، عند سماعه بهذا الانتهاك لـ المعاهدة العامة للسلام 1820 (بدء القوات في عمل حربي عن طريق البحر خرقت المعاهدة) أبحر من لنجة في دالهوزي بالقارب الحربي هيو روز. عند وصوله إلى رأس الخيمة في 12 مايو، أمر بيلي سالم وإبراهيم بسحب قواتهما من رأس الخيمة بحلول غروب الشمس في اليوم التالي.
لكن التحالفات تحولت بسرعة، وفي عام 1871، دعم حميد بن عبد الله، مع حاكم أم القيوين، سالم بن سلطان عندما استغل غياب إبراهيم في رحلة إلى أبو ظبي وعزز صعوده من خلال استعادة السيطرة الكاملة. السيطرة على الشارقة. وفي الوقت نفسه استعاد حميد بن عبد الله تبعيات الشام والرمس وشمال التي تمكنت من الانفصال عن حكمه. أدت محاولة الشام للانفصال عام 1885 إلى انتزاع حميد غرامة قدرها 1600 تالر ماريا تريزا.
توفي عام 1900، وأدى وفاته إلى تولي حاكم الشارقة صقر بن خالد القاسمي حكم رأس الخيمة في نفس العام.